# مامفورد (تگزاس)
مامفورد (به انگلیسی: Mumford) یک منطقهٔ مسکونی در ایالات متحده آمریکا است که در تگزاس واقع شده‌است. مامفورد ۱۷۰ نفر جمعیت دارد.